# Neoserica setiventris
Neoserica setiventris är en skalbaggsart som beskrevs av Moser 1913. Neoserica setiventris ingår i släktet Neoserica och familjen Melolonthidae. Inga underarter finns listade i Catalogue of Life.